# Liste der Monuments historiques in Charmoille (Doubs)
Die Liste der Monuments historiques in Charmoille führt die Monuments historiques in der französischen Gemeinde Charmoille auf.

## Liste der Objekte
| Bezeichnung                                   | Beschreibung | Standort                        | Kennzeichnung | Schutzstatus | Datum | Bild |
| --------------------------------------------- | --- | ------------------------------- | ------------- | ------------ | ----- | ---- |
| Hauptaltar                                    | Altartisch, Tabernakel und Exposition; Holz, vergoldet, 18. Jahrhundert                                                      | in der Kirche St-Ursin (Lage)   | PM25000501    | Classé       | 1981  |      |
| Wandvertäfelung des Chorraums                 | mit Retabel und Altarbild des Hauptaltars; Holz, farbig gefasst und vergoldet, Ölfarbe auf Leinwand, 18. und 19. Jahrhundert | in der Kirche St-Ursin (Lage)   | PM25000502    | Classé       | 1981  |      |
| Vier Altarleuchter                            | Kupfer, vergoldet, 18. Jahrhundert                                                                                           | in der Kirche St-Ursin (Lage)   | PM25000503    | Classé       | 1981  |      |
| Zwei Reliquiare                               | Holz, versilbert und vergoldet, 18. Jahrhundert                                                                              | in der Kirche St-Ursin (Lage)   | PM25000504    | Classé       | 1981  |      |
| Zwei Prozessionslaternen                      | Holz, vergoldet, 18. Jahrhundert                                                                                             | in der Kirche St-Ursin (Lage)   | PM25000505    | Classé       | 1981  |      |
| Chorgestühle                                  | Holz, 18. Jahrhundert | in der Kirche St-Ursin (Lage)   | PM25000506    | Classé       | 1981  |      |
| Gemälde Jesus jagt die Händler aus dem Tempel | Ölfarbe auf Leinwand, Holzrahmen, 17. Jahrhundert; nach Jean Jouvenet                                                        | in der Kirche St-Ursin (Lage)   | PM25000507    | Classé       | 1981  |      |
| Skulptur Heiliger Ursinus von Bourges         | Holz, farbig gefasst, 18. Jahrhundert                                                                                        | in der Kirche St-Ursin (Lage)   | PM25001983    | Inscrit      | 1980  |      |
| Glocke                                        | Bronze, 1765 gegossen | in der Kapelle St-Claude (Lage) | PM25000500    | Classé       | 1942  |      |